# Gevangenis van Dinant
De gevangenis in de Belgische stad Dinant is geopend in 1853 en gelegen aan de Place d'Armes. Ze biedt plaats aan 33 gedetineerden en is daarmee de kleinste gevangenis van België.

## Geschiedenis
De gevangenis van Dinant was de eerste gevangenis in België die volgens het cellulaire model van Edouard Ducpétiaux werd gebouwd. Ze werd van 1849 tot 1851 naar een neoromaans ontwerp van Joseph Jonas Dumont gebouwd en in 1853 in gebruik genomen. Aanvankelijk was de capaciteit 42 gedetineerden, waarvan 33 cellen voor mannen en 9 voor vrouwen. Begin jaren 1950 werd de vrouwenafdeling gesloten en werd de capaciteit tot 33 gedetineerden teruggebracht. De cellen zijn verspreid over drie niveaus in een zeshoekig cellencomplex.